# Cristian Pellerano
Cristian Pellerano (Buenos Aires, 1º febbraio 1982) è un allenatore di calcio ed ex calciatore argentino, di ruolo centrocampista.

## Carriera
Pellerano ha iniziato la sua carriera da giocatore nel 2001 con l'Atlanta nelle serie inferiori del calcio argentino, nel 2005 entra a far parte Def. de Belgrano, club di seconda divisione.
Nello stesso anno è entrato a far parte del Nueva Chicago, aiutando il club ad ottenere la promozione in Primera División.
Nel 2007 Pellerano si accasa al Racing Club, dove si affermò come un giocatore fondamentale della prima squadra, ottenendo 24 presenze.
Pellerano si trasferisce nell'Arsenal Sarandí, nel 2008, segnando il suo primo gol in campionato il 25 aprile 2009 in una partita contro il San Martín (T).
Durante la finestra di mercato invernale Pellerano passa al Colón (SF).
Il 9 giugno 2010 l'Independiente mette sotto contratto il centrocampista ex Colón a parametro zero, squadra con la quale andrà a vincere la Coppa Sudamericana.

## Palmarès

### Club

#### Competizioni internazionali
- Coppa Sudamericana: 3

Independiente: 2010
Independiente del Valle: 2019, 2022